# San Martín las Rajas
San Martín las Rajas, officiellt San Martín las Rajas Huitzizilapan, är ett samhälle i kommunen Lerma i delstaten Mexiko i Mexiko. Orten hade 1 771 invånare vid folkräkningen år 2020.